# Діеція
Діеція (англ. Dioecy; від грец.: διοικία «два домогосподарства») — характеристика виду, що означає, що він має окремі індивідуальні організми, які виробляють чоловічі або жіночі гамети, безпосередньо (у тварин), або опосередковано (у насінних). Діеційне розмноження є двобатьковим розмноження. Діеція має недоліки, оскільки лише близько половини населення безпосередньо виробляє потомство. Це один із методів для виключення самозапліднення та сприяння алогамії, і, таким чином, має тенденцію до зменшення експресії рецесивних шкідливих мутацій, наявних у популяції. Рослини мають кілька інших методів запобігання самозаплідненню, включаючи, наприклад, дихогамію, геркогамію і автостерильність.
Діеція є диморфною системою статей, разом із гінодіецією і андродіецією.

## У зоології

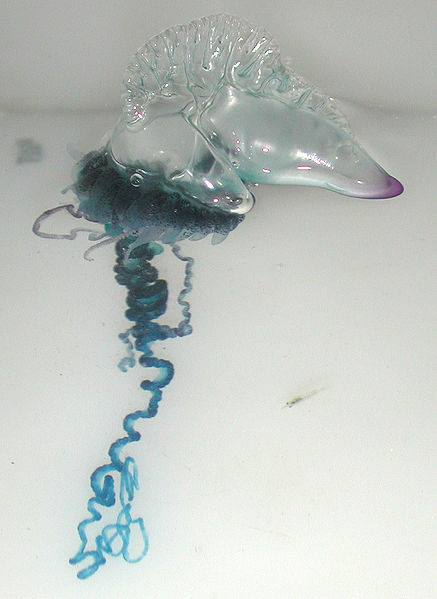
Physalia physalis — діеційна колоніальна морська тварина; всі репродуктивні медузи в колонії належать до однієї статі.

У зоології, діеційні види можна протиставити гермафродитним, тобто особина є або самцем, або самкою, і в цьому випадку частіше використовується синонім роздільностатевість. Більшість видів тварин є діеційними (роздільностатевими). Діеційними можуть бути також колонії всередині виду, такі як колонії сифонофор, які можуть бути як діеційними, так і моноеційними.

## У ботаніці
Діеційні рослини називають дводомними. Дводомні рослини — рослини, які мають одностатеві квітки або рослини, в яких одностатеві чоловічі (тичинкові) і жіночі (маточкові) квітки (або чоловічі і жіночі статеві органи в неквіткових рослин) розташовані на різних особинах.
Запилення відбувається тільки перехресним способом. У верби, наприклад, плоди зав'язуються лише тоді, коли пилок з чоловічих квіток, що розміщені на одних деревах, буде перенесений на жіночі квітки інших дерев. Велику роль у цьому відіграють бджоли. Дводомність — це пристосування до перехресного запилення. Попри це для дводомних рослин імовірність самозапилення повністю зникає. Недоліком такого пристосування є те, що половина популяції в цьому випадку не дає насіння.
У рослинному світі станом на 1966 рік таких рослин налічували небагато: 4-6 %.
До дводомних належать такі рослини: верба, кропива дводомна, лавр, обліпиха, омела, осика, спаржа, тополя, коноплі, шпинат, щавель, деякі види суниць.

## У мікології
Діеційних грибів виявлено дуже мало.
Моноеційні і діеційні гриби відіграють роль донора або реципієнта при спаровуванні, коли ядро переноситься з одного гаплоїдного гіфа до іншого, а потім два ядра, присутні в одній клітині, зливаються за допомогою каріогамії, утворюючи зиготу. У визначенні уникається посилання на чоловічі та жіночі репродуктивні структури, які є рідкісними у грибів. Особині діеційного виду грибів не лише потрібен партнер для спаровування, але й він виконує лише одну з ролей у перенесенні ядер: донора чи реципієнта. Моноеційний вид грибів може виконувати обидві ролі, але може бути лише автостерильним.

## Адаптивна вигода
Порівняно з гермафродитизмом, діеція має демографічний недолік, що лише близько половини дорослих репродуктивних особин здатні дати потомство. Тому діеційні види повинні мати переваги пристосованості, щоб компенсувати ці витрати за рахунок збільшення виживання, зростання або розмноження. Діеція виглючає самозапилення і сприяє алогамії і, таким чином, має тенденцію до зниження експресії рецесивних шкідливих мутацій, наявних у популяції. У дерев компенсація реалізується в основному за рахунок збільшення насіння в самок. Цьому, у свою чергу, сприяє менший внесок розмноження у зростання населення, що не призводить до видимих чистих витрат на наявність чоловіків у популяції порівняно з гермафродитами. Дводомність може також прискорювати або уповільнювати урізноманітнення філогенетичних ліній у покритонасінних. Філогенетичні лінії дводомних більш різноманітні в деяких родах, але менше в інших. Аналіз показав, що дводомність ні не гальмує урізноманітнення постійно, ні не стимулює її сильно.